# Линдсдал
Линдсдал (на шведски: Lindsdal) е град в община Калмар на лен Калмар, Югоизточна Швеция. Намира се на около 300 km на югозапад от столицата Стокхолм и на 10 km на север от Калмар. Има жп гара. Населението на града е 5905 жители според данни по приблизителна оценка от декември 2017 г.